# 코민포름
공산당노동자당 정보기구(영어: Information Bureau of the Communist and Workers' Parties, 러시아어: Информационное бюро коммунистических и рабочих партий) 약칭 코민포름(영어: Cominform, 러시아어: Коминформ)은 1947년부터 1956년까지 존재한 유럽 지역 마르크스-레닌주의 정당의 연합체이다. 코민포름은 코민테른의 역할을 일부 승계했지만 국제 조직으로서 기능하지는 않았다. 이 조직의 임무와 역할은 1955년 바르샤바 조약기구 창립 이후 사실상 중단되었고, 1956년 스탈린 격하 운동의 발생으로 인해 해산되었다.

## 개요
코민포름은 1947년 9월 폴란드 슈클라르스카포렝바에서 열린 공산당노동자당 회의에서 비롯되었다. 당시 소련은 파리 강화회의 참석 여부에 대한 의견을 수렴하기 위해 유럽의 공산당을 소집했고 1947년 10월 5일에 이오시프 스탈린이 코인포름 설치를 공식적으로 발표하였다. 코민포름에는 소련 공산당을 비롯한 9개의 정당이 가입하게 되었고 유고슬라비아 베오그라드에 본부를 두었다.
그러나 1948년 티토-스탈린 결렬이 발생하면서 코민포름은 본부를 루마니아 부쿠레슈티로 철수시키고 코민포름의 영향력을 동구권에서만 한정할 정도로 역할을 크게 줄였다. 
그러나 1949년 중국공산당이 국공내전에서 승리하고 중화인민공화국이 성립되면서 마르크스-레닌주의의 무대는 동유럽에서 아시아로 옮겨갔고, 1953년에는 이오시프 스탈린이 사망하면서 코민포름은 더 이상 활발하게 활동하지 못했다.
한편 소련은 코민포름을 더 효과적인 조직들로 대체했는데 코민포름의 역할은 1949년에는 경제상호원조회의, 1955년에는 바르샤바 조약기구로 이관되며 국제적 위상과 실질적인 권한을 상실하였다.
1956년 니키타 흐루쇼프가 스탈린주의와 연계된 조직들을 해산시키는 스탈린 격하 운동을 펼치면서 코민포름은 결국 해산되섰다.

## 회원국
- 소비에트 사회주의 공화국 연방
  - 소련 공산당
- 유고슬라비아 인민공화국
  - 유고슬라비아 공산당
- 루마니아 인민공화국
  - 루마니아 노동자당
- 불가리아 인민공화국
  - 불가리아 공산당
- 알바니아 인민공화국
  - 알바니아 노동당
- 체코슬로바키아 공화국
  - 체코슬로바키아 공산당
- 폴란드 인민공화국
  - 폴란드 노동자당
  - 폴란드 통일노동자당
- 헝가리 인민공화국
  - 헝가리 노동인민당

## 같이 보기
- 이오시프 스탈린
- 마르크스-레닌주의
- 소련 공산당
- 소비에트 사회주의 공화국 연방
- 코민테른
- 반수정주의